# 毛庄乡
毛庄乡，是中华人民共和国青海省玉树藏族自治州囊谦县下辖的一个乡镇级行政单位。

## 行政区划
毛庄乡下辖以下地区：
麻永村、赛吾村、孜荣村、孜多村和孜买村。